# John Hargis
John Lawson Hargis (* 3. Juli 1975) ist ein ehemaliger Schwimmer aus den Vereinigten Staaten, der eine olympische Goldmedaille gewann. Bei Weltmeisterschaften erschwamm er einmal Silber.

## Karriere
Hargis besuchte die Clinton High School in Arkansas und die Auburn University in Alabama.
1996 bei den Olympischen Spielen in Atlanta qualifizierte sich die 4-mal-100-Meter-Lagenstaffel der Vereinigten Staaten in der Besetzung Tripp Schwenk, Kurt Grote, John Hargis und Josh Davis mit der schnellsten Zeit für das Finale. Im Finale schwammen dann Jeff Rouse, Jeremy Linn, Mark Henderson und Gary Hall junior in Weltrekordzeit zum Sieg vor der russischen Staffel. Alle acht von der Mannschaft der Vereinigten Staaten eingesetzten Schwimmer erhielten eine Goldmedaille. Am Tag nach den Staffelvorläufen erreichten Mark Henderson und John Hargis das B-Finale Über 100 Meter Schmetterling, Henderson wurde Neunter der Gesamtwertung, Hargis belegte den 16. Rang. 1997 nahm Hargis an den Pan Pacific Swimming Championships in Fukuoka teil. Dort belegte er den siebten Platz über 100 Meter Schmetterling. Im Januar 1998 fanden in Perth die Schwimmweltmeisterschaften 1998 statt. In der 4-mal-100-Meter-Lagenstaffel schwammen im Vorlauf Neil Walker, Jeremy Linn, John Hargis und Scott Tucker. Im Finale wurden Lenny Krayzelburg, Kurt Grote, Neil Walker und Gary Hall junior Zweite hinter den Australiern. Auch die nur im Vorlauf eingesetzten Schwimmer erhielten eine Silbermedaille. Über 100 Meter Schmetterling wurde Hargis Zwölfter.
John Hargis war später als Assistenztrainer an der University of Arkansas und an der University of Nevada, Las Vegas. Nach Trainerposten an der Pennsylvania State University, der University of Arkansas und der Auburn University wurde er 2016 Cheftrainer an der University of Pittsburgh. Dort war er bis 2022 tätig.